# Andyjski Wspólny Rynek
Andyjski Wspólny Rynek (Wspólnota Andyjska, hiszp. Comunidad Andina lub Comunidad Andina de Naciones, do 1996 roku Grupa Andyjska, Pakt Andyjski, hiszp. Grupo Andino, Pacto Andino) – ugrupowanie gospodarcze w Ameryce Łacińskiej. Powołane w 1969 roku przez Boliwię, Kolumbię, Ekwador, Chile i Peru. Jego celami są m.in. utworzenie wspólnego rynku i przyspieszenie procesu rozwoju gospodarki. Językami oficjalnymi są hiszpański, keczua i ajmara. Siedziba znajduje się w Limie (Peru).
Instytucją kontrolującą działanie organizacji jest Parlament Andyjski.

## Członkostwo
Do Andyjskiego Wspólnego Rynku należą członkowie pełni, stowarzyszeni oraz obserwatorzy. Od czasu swojego powstania organizacja posiadała następujących członków:
- Argentyna (od 2005 czł. stowarzyszony),
- Boliwia (od 1969),
- Brazylia (od 2005 czł. stowarzyszony),
- Chile (1969–1976, obserwator 1976–2006, członek stowarzyszony od 2006).
- Ekwador (od 1969),
- Kolumbia (od 1969),
- Meksyk (obserwator),
- Panama (obserwator),
- Paragwaj (od 2005 czł. stowarzyszony),
- Peru (od 1969),
- Urugwaj (od 2005 czł. stowarzyszony),
- Wenezuela (1973–2006) – wystąpiła głównie z inicjatywy prezydenta Hugo Cháveza.